# Michaela Haet
Michaela Haet (sinh ngày 12 tháng 2 năm 1999) là một nữ vận động viên quần vợt người Úc.
Haet có thứ hạng cao nhất ở nội dung đơn trên bảng xếp hạng WTA là thứ 521, đạt được vào ngày 7 tháng 8 năm 2017. Cô đã giành được 2 danh hiệu tại giải ITF Women's Circuit.
Haet ra mắt nhánh đấu chính của WTA Tour tại Sydney International 2022, nơi cô đánh cặp cùng với Lisa Mays ở nội dung đôi nữ.

## Chung kết ITF Circuit

### Đơn: 2 (2 danh hiệu)
| Legend              |
| ------------------- |
| $25,000 tournaments |
| $15,000 tournaments |

| Chung kết theo mặt sân |
| ---------------------- |
| Cứng (2–0)             |
| Đất nện (0–0)          |

| Kết quả | T-B | Thời gian        | Giải đấu          | Cấp độ | Mặt sân | Đối thủ           | Tỷ số              |
| ------- | --- | ---------------- | ----------------- | ------ | ------- | ----------------- | ------------------ |
| T       | 1–0 | Tháng 5 năm 2017 | Hua Hin, Thái Lan | 15,000 | Cứng    | Chihiro Muramatsu | 6–3, 6–7(5–7), 6–4 |
| T       | 2–0 | Tháng 7 năm 2017 | Hua Hin, Thái Lan | 15,000 | Cứng    | Hsu Chieh-yu      | 6–2, 6–7(5–7), 7–5 |